# Turanogryllus aurangabadensis
Turanogryllus aurangabadensis är en insektsart som beskrevs av Vasanth 1980. Turanogryllus aurangabadensis ingår i släktet Turanogryllus och familjen syrsor. Inga underarter finns listade i Catalogue of Life.